# Teatri di Venezia
Venezia ha sempre costituito un "fondale" scenografico naturale sia per le cerimonie laiche e religiose, sia per le numerose feste popolari che si svolgevano in particolare durante il Carnevale. Innumerevoli raffigurazioni pittoriche soprattutto dei vedutisti, rappresentano tali feste e rappresentazioni sia nei teatri sia all'aperto.

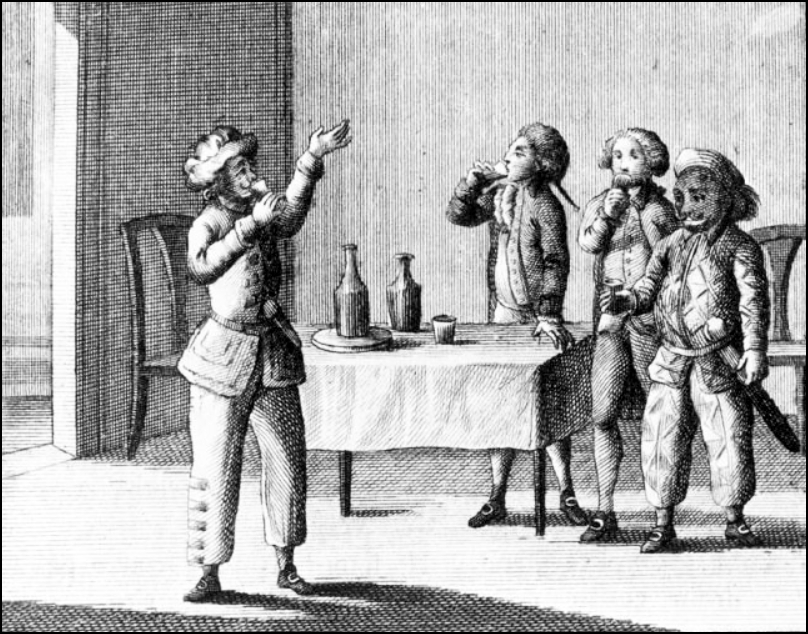
Goldoni La Moglie Saggia

## Storia
I promotori teatrali sono gruppi nobiliari giovanili, riuniti nelle Compagnie della Calza fin dalla metà del Quattrocento.
Come testimoniato nei i Diarii di Sanudo, tra il 1400 e il 1500 lungo dentro i palazzi si sviluppano forme innovative di festa e d'intrattenimento, che coniugano una parte ufficiale, diffusa lungo l'itinerario cittadino,ed una zona privata, svolta nei palazzi e destinata agli ospiti più esclusivi. Le raffigurazioni teatrali di Angelo Beolco, detto Ruzante, e Francesco de' Nobili, detto Cherea, oppure di Domenico Tajacalze, Zuan Polo e Cimador. Si spazia dalla commedia regolare, alle parodie letterarie alle allegorie, dai dialoghi giocosi alle scene tragiche.
Nel 1500 viene composto La Venexiana scoperta per caso dal filologo Lovarini presso la Biblioteca Nazionale Marciana . 
Durante il Rinascimento veneziano si evidenzia il commediografo Andrea Calmo. Tra le sue opere vanno citate quattro Egloghe pastorali (1553), Rime a sfondo burlesco e immaginifico, una serie di Lettere destinate a personaggi di fantasia o reali, raramente spedite e utilizzate soprattutto come pretesto espressivo, sei commedie nelle quali si avvicinò al Ruzante per alcuni elementi popolareschi, per le sue invenzioni sceniche e per alcuni agganci con la Commedia dell'arte. 

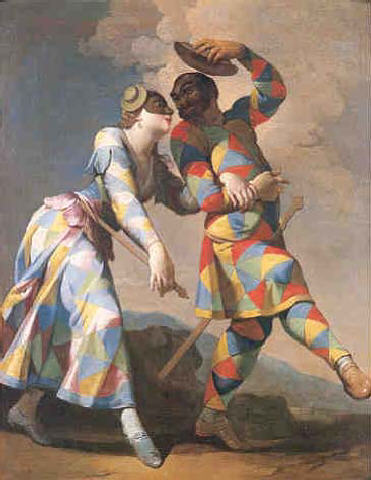
Arlecchino e Colombina di Giovanni Domenico Ferretti

Nel XVI secolo le parrocchie fungono da centri aggregativi dove i teatri vengono allestiti all'interno oppure nei campi della città dove si fa pagare per la prima volta un biglietto all'ingresso.
Bisogna aspettare il 1637 per avere il primo ingresso a pagamento nel teatro Teatro San Cassiano di proprietà della famiglia Tron.
Accade così che, per accogliere la commedia Talanta di Pietro Aretino, scritta su incarico della Compagnia dei Sempiterni per il carnevale del 1542, Giorgio Vasari progetta e fa costruire, con il contributo pittorico di Battista Cungi, Bastiano Flori e Cristoforo Gherardi, un teatro dentro una stanza "grandissima", con una scena ampia e un apparato da tutti apprezzato, nel palazzo dei Gonella sulla fondamenta di San Giobbe. Vi sono quadri allegorici ad arredare la sala,  secondo le descrizioni lasciate dallo stesso artista, essi celebrano la magnificenza di Venezia. Sempre i Sampiterni promuovono una messa solenne in campo Santo Stefano, entro un recinto attrezzato con tribune e decorato da un ricco apparato iconografico, affidato all'estro di Tiziano; la cerimonia si protrae fino a sera con una festa di Dame e Cavalieri. La Repubblica cerca di regolamentare le feste e le rappresentazioni teatrali anche attraverso la censura. Tali manifestazioni sono così tanto diffuse da creare problemi di ordine pubblico. In realtà tali regole non verranno mai applicate in maniera ferrea in quanto la dimensione festiva della città è troppo forte. Le compagini teatrali tendono a prediligere le stanze veneziane, sia per ragioni economiche, sia ancor più perché sono frequentate da un pubblico composito e cosmopolita, costituito spesso da principi e nobili fra i più potenti d'Europa.
Lo stesso Giovan Battista Andreini spenderà tutto il suo genio teatrale e la sua abilità politica per affermarsi sia a Parigi, nella corte reale più prestigiosa d'Europa, sia a Venezia, la città del teatro.
Thomas Coryat in un suo racconto di viaggio a Venezia resta colpito dal fatto che a recitare siano anche le donne. 
Nel 1640 i fratelli Giustinian aprono il Teatro San Moisè inaugurato dall'opera L'Arianna di Claudio Monteverdi. 

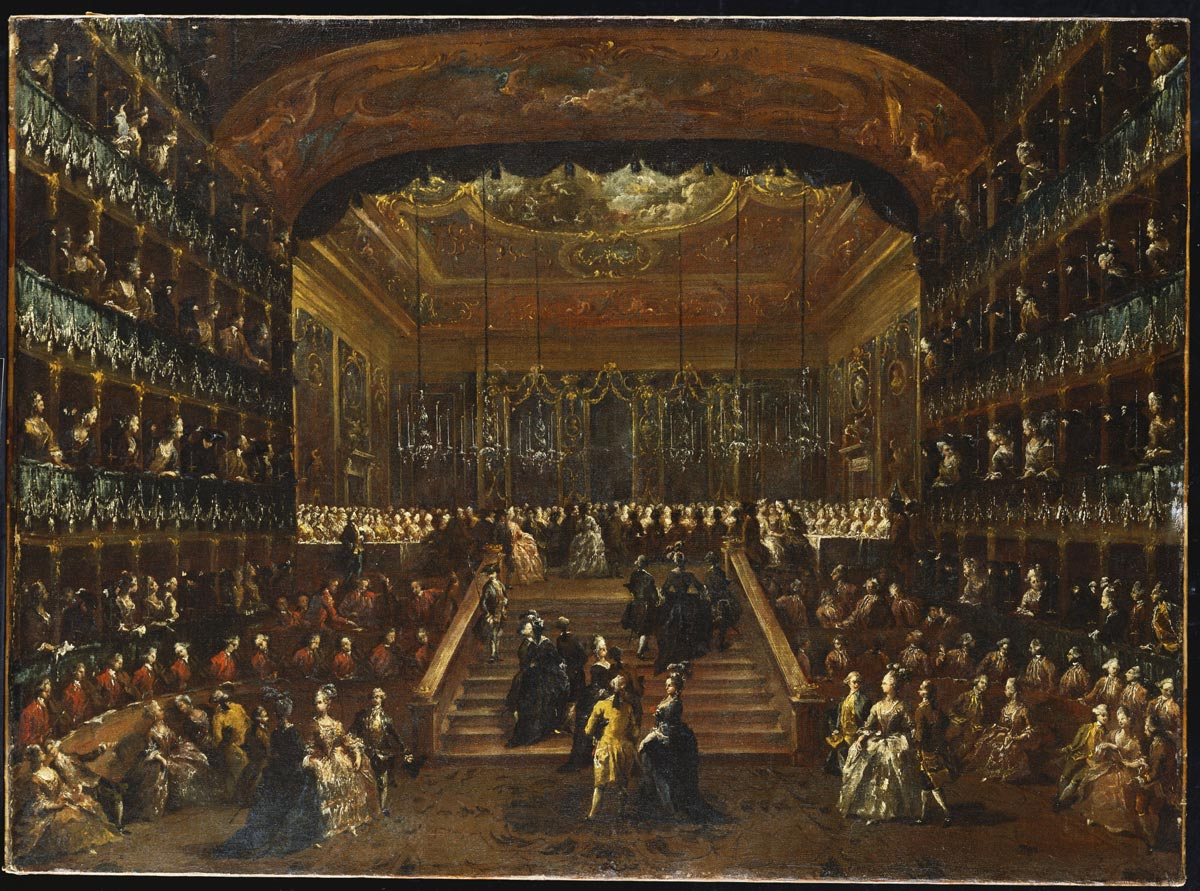
Teatro San Benedetto

Nel XVIII secolo Venezia è città dei piaceri per antonomasia, la vita teatrale è intensissima con offerte quotidiane di spettacoli. Carlo Goldoni, Gasparo Gozzi e i vari produttori di opere teatrali trovano enorme successo. Anche Goethe durante il suo viaggio in Italia passa diverse serate nei teatri veneziani a vedere la commedia dell'arte indicando come i nomi dei teatri prendano il nome della chiesa più vicina. Assiste all'opera a San Moisè, il giorno seguente a San Luca, poi a San Giovanni Grisostomo a vedere una rappresentazione di Gozzi per finire qualche giorno dopo a vedere Le baruffe chiozzotte di Carlo Goldoni a San Luca.
Bisogna dire che durante il Carnevale di Venezia le rappresentazioni teatrali all'aperto erano intensissime.
La presenza dei teatri tende a completarsi all'insegna di una magnificenza esemplare, colta in ogni modo dagli ospiti stranieri. Scrive il suo stupore in un celebre passo della sua relazione sui fatti veneziani, nel periodo 1647-1652, il coadiutore del nunzio pontificio, monsignore Francesco de' Pannocchieschi, "attonito"  nella visione di una città incline alle feste e ai divertimenti più  fastosi, mentre altrove subisce le rovine della guerra.

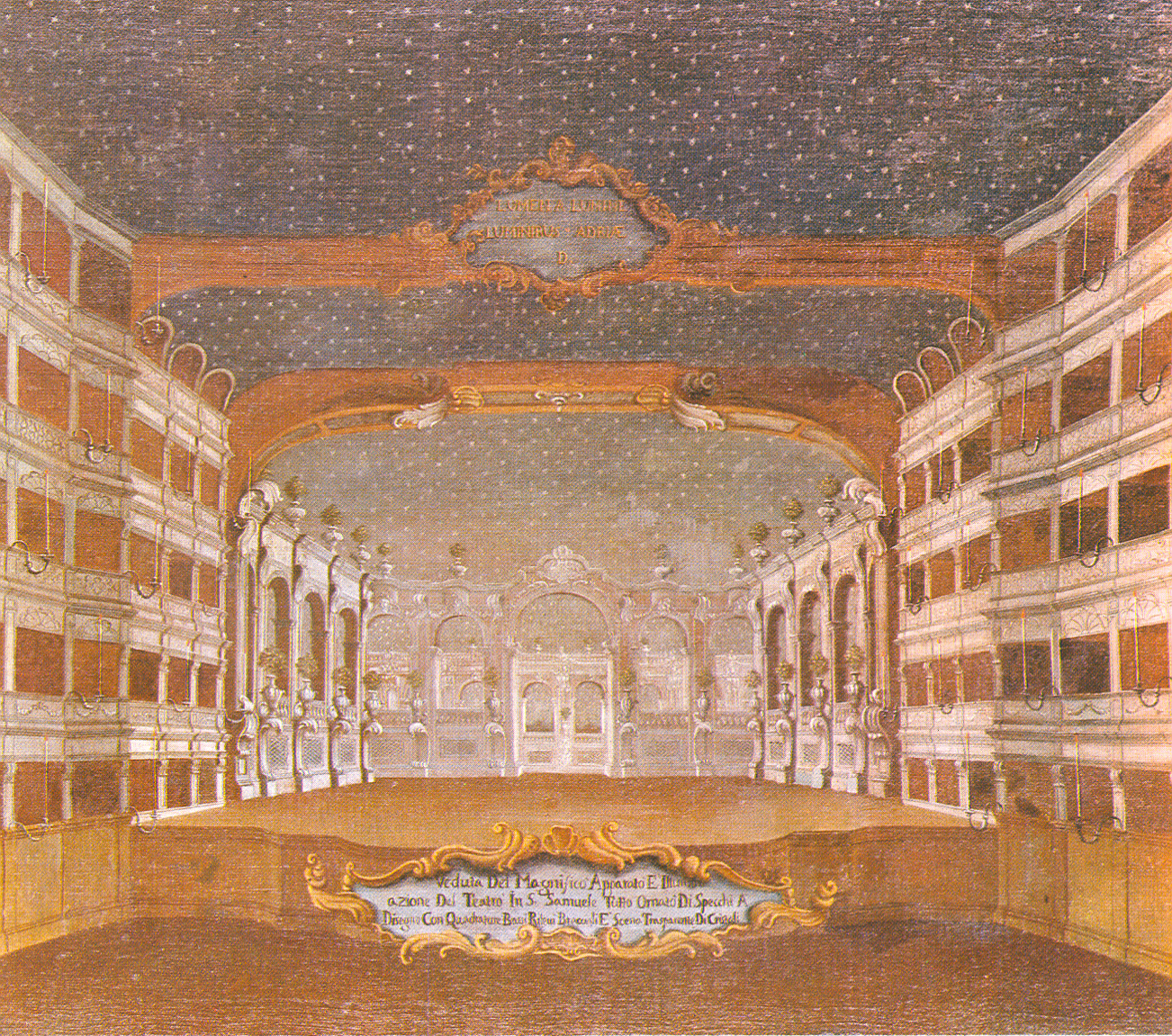
Teatro San Samuele

I Grimani sono proprietari di ben 4 teatri: Il Teatro San Giovanni e Paolo, il Teatro San Giovanni Grisostomo dedicato alle opere in musica, il Teatro San Samuele frequentato molto da Carlo Goldoni e Antonio Vivaldi ed inoltre il Teatro San Benedetto. Nel teatro San Samuele un giovane Giacomo Casanova fa il violinista per tornarci successivamente da spettatore accompagnato da dolce compagnia.
Il teatro San Giovanni Grisostomo manterrà il primato per la magnificenza della sua costruzione e nelle raffigurazioni del melodramma imponendo uno stile colto e aristocratico. 
Nel 1700 vi erano circa 20 teatri attivi. Tra quelli che non esistono più, possiamo citare i più celebri Teatro Della Testa, Teatro Del Ridotto (chiuso recentemente e adattato a hotel di lusso), Teatro San Benedetto, Teatro Sant'Angelo, Teatro Grimani. La tradizione del teatro a Venezia ha origini antiche, ma fu grazie a Carlo Goldoni e alla sua "Commedia dell'Arte" con le maschere di Colombina, Pantalone, Arlecchino (originaria di Bergamo) che i teatri di Venezia divennero conosciuti nel mondo.
In questo periodo i Grimani devono tener conto della crescita di importanza in ambito teatrale della famiglia Vendramin fino a stabilire un accordo per una tregua che convenga ad ambo le parti. Si accordano sulle paghe massime da riservare agli attori comici e sull'uso dei teatri della città.
Luigi Riccoboni trionfa nel Teatro San Luca con la Merope di Scipione Maffei.
Con l'arrivo di Napoleone Bonaparte e la Caduta della Repubblica di Venezia un'ordinanza napoleonica ordinò a Venezia la chiusura dei Teatri San Cassiano, Sant'Angelo, San Luca e San Samuele. Tanti altri vengono chiusi.
Nel 1800 Giacinto Gallina dopo un'esperienza nell'orchestra del Teatro Malibran esibì le sue opere nei teatri cittadini in particolare nel Teatro Carlo Goldoni. Amico di Riccardo Selvatico nonché compagno nella formazione delle compagnie teatrali dell'epoca.
In questo secolo con il successo della musica lirica, diventano celebri alcuni teatri quali La Fenice, Goldoni, Rossini (in origine S.Benedetto, ora è un cinema), Malibran (in origine S. Giovanni Grisostomo) che videro le acclamate esibizioni a Venezia dei più famosi cantanti dell'epoca. 

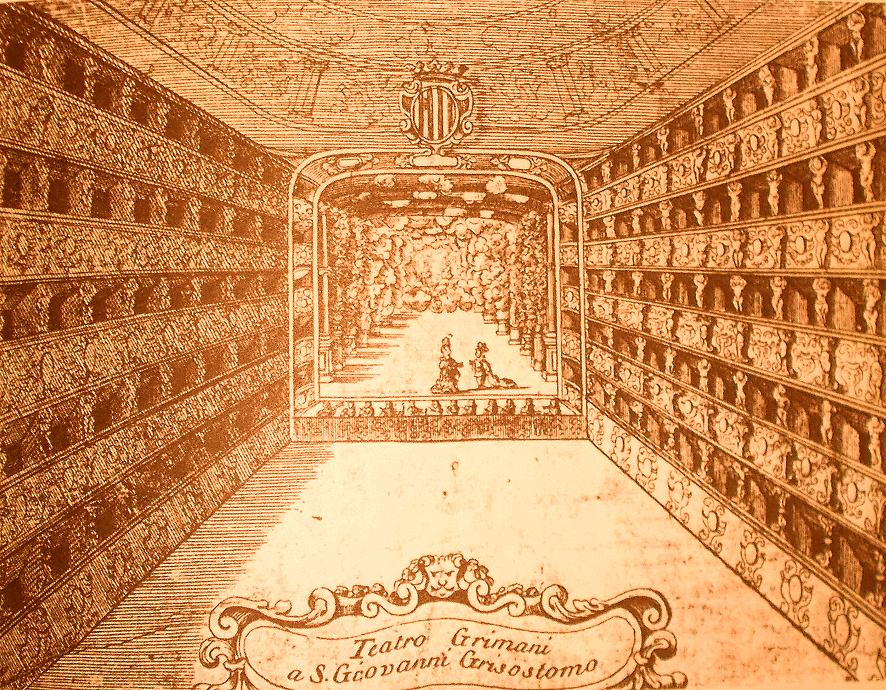
Teatro Grimani

Dal 1934 viene organizzato dalla Biennale di Venezia il Festival Internazionale del Teatro con bandi e premi per autori e registi nascenti.
In questo periodo gli attori Cesco Baseggio o Carlo Micheluzzi sono famosi interpreti delle opere goldoniane nei teatri veneziani e italiani.
Negli anni '80 e '90 durante l'estate venivano svolte rappresentazioni teatrali della commedia dell'arte all'aperto.
Nel XX secolo la figura del regista teatrale Giovanni Poli dà una spinta alla riscoperta dei classici della Commedia dell'arte avviando un'opera di rinnovamento critico per la formazione del teatro sperimentale. Fonda il Teatro Universitario Ca' Foscari e la scuola di Teatro L'Avogaria.
Nel 1979 per la Biennale di Venezia del 1980 si inaugurò il Teatro del Mondo smontato nel 1981.
Nella notte tra il 29 e 30 gennaio 1997 prese fuoco per origine dolosa il Gran Teatro La Fenice. A seguito della ricostruzione di maniera identica il 14 dicembre 2003 il Gran Teatro fu riaperto con il concerto di Riccardo Muti.

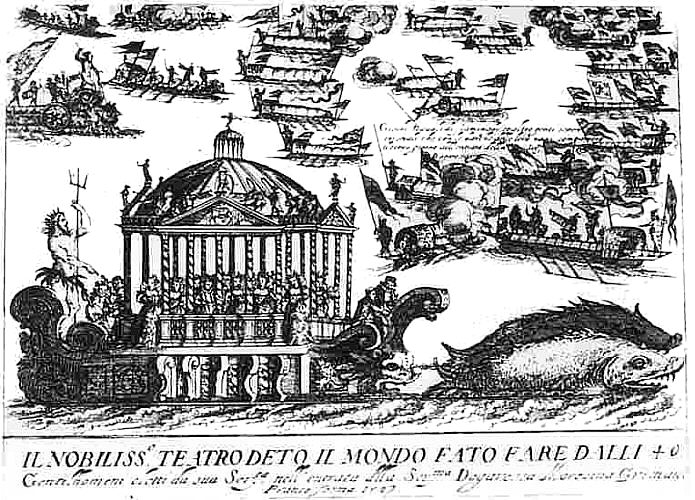
Teatro del mondo galleggiante costruito nel 1610

Dal 2013 si svolge il Venice open stage in Campo San Sebastiano, un festival teatrale con rappresentazioni all'aperto. 
Oggi oltre ai teatri più importanti vi sono tantissimi teatri minori che vengono utilizzati sporadicamente o stagionalmente. Tra questi possiamo citare il Teatrino Groggia nel sestiere di Cannaregio oppure il Teatro Verde con capienza di 1.600 spettatori nell'isola di San Giorgio Maggiore, i teatri La Perla e Marinoni al Lido di Venezia, il Teatro alle Tese o il Teatro Piccolo Arsenale presso la Biennale.
Il Gran Teatro La Fenice ospita dal 2004 l'annuale Concerto di Capodanno di Venezia trasmesso in diretta su Rai 1.

## Scuole di Teatro
A Venezia vi sono varie scuole di teatro e recitazione. Possiamo citare le principali
- Accademia teatrale veneta
- Pantakin
- Venezia in scena
- Laboratori Kairos
- C.T.R. Venezia
- Questa Nave
- Scuola di recitazione Giovanni Poli Teatro a l'Avogaria[4]

## Teatri
| Teatro                                  | Inaugurazione | Posti | Note | Immagini |
| --------------------------------------- | ------------- | ----- | --- | -------- |
| Gran Teatro La Fenice                   | 1792          | 1000  | Opera Lirica. Ha subito 2 incendi. È stato sede di numerose prime assolute.                                                           |          |
| Teatro stabile del Veneto Carlo Goldoni | 1622          | 800   | Il più antico esistente teatro di Venezia                                                                                             |          |
| Teatro Malibran                         | 1678          |       | È stato sede di diverse prime assolute                                                                                                |          |
| Teatro Toniolo                          | 1913          | 200   | Fa parte del Teatro Stabile del Veneto. Sito a Mestre                                                                                 |          |
| Teatro a l'Avogaria                     | 1969          |       | Fondato da Giovanni Poli. Ripropone opere della commedia dell'arte.                                                                   |          |
| Teatro Fondamente Nuove                 | 2003          | 200   | Teatro caratterizzato dalla struttura in cui convivono mattoni e legno, si specializza sul teatro, musica e danza contemporanei.      |          |
| Teatro Corso                            |               | 740   | Sito in Corso del Popolo a Mestre |          |
| Teatro Junghans                         | 2005          | 150   | Vi si rappresentano le opere dell'Accademia teatrale veneta. Sito nell'isola della Giudecca.                                          |          |
| Teatro Ca' Foscari                      | 1950          | 186   | Teatro universitario fondato da Giovanni Poli                                                                                         |          |
| Teatrino di Palazzo Grassi              |               | 225   | Presenta opere teatrali in varie lingue. Di proprietà della Fondazione Pinault.                                                       |          |
| Teatro Groggia                          | 1913          | 99    | Del Comune di Venezia, gestito dall'associazione MPG. Puntano al coinvolgimento di bambini e ragazzi                                  |          |
| Teatro Piccolo Arsenale                 | 2000          | 250   | All'interno dell'area monumentale dell'Arsenale, l'ex Cinema Arsenale diventò, con i restauri del 2000, un nuovo luogo di spettacolo. |          |
| Teatro del Parco                        | 1992          | 160   | Nel cuore del Parco Albanese a Mestre                                                                                                 |          |
| Teatro Momo                             | 2007          | 220   | In Via Dante a Mestre. Del Comune di Venezia                                                                                          |          |